# Oligosoma smithi
Oligosoma smithi — вид сцинкоподібних ящірок родини сцинкових (Scincidae). Ендемік Нової Зеландії.

## Поширення і екологія
Ophiomorus smithi мешкають на північному узбережжі Північного острова Нової Зеландії, від півострова Аупоурі до Гісборна. Вони живуть на кам'янистих пляжах, серед піщаних дюн та у прибережних чагарниках. Часто ховаються в норах морських птахів.